# بينيتو إراولا كابريرا
بينيتو إراولا كابريرا (بالإسبانية: Benito Cabrera)‏ هو ملحن إسباني، ولد في 1963 في لانزاروت في إسبانيا.